# 阿曼蛙蟾魚
阿曼蛙蟾魚（学名：Bifax lacinia），為輻鰭魚綱蟾魚目蟾魚科蛙蟾魚屬的其中一種，該物種分布於西印度洋的阿曼海域，棲息深度6-8公尺，體長可達33公分，為底棲性魚類。

## 外部連結
- 阿曼蛙蟾魚的圖片[永久]